# National Memorial for Peace and Justice
Le National Memorial for Peace and Justice, connu aussi sous le nom de National Lynching Memorial, est un mémorial national pour commémorer les victimes noires du lynchage aux États-Unis. Il se focalise et vise à reconnaitre le terrorisme racial passé et à plaider pour la justice sociale en Amérique. Fondé par l'association à but non lucratif Equal Justice Initiative (en), il ouvre ses portes au centre-ville de Montgomery, en Alabama, le 26 avril 2018,.
Il se compose d'une place commémorative avec 805 rectangles d'acier suspendus représentant chacun des comtés américains où un lynchage documenté a eu lieu. Il comprend également plusieurs sculptures illustrant des thèmes liés à la violence raciale.
Le monument est accueilli positivement par les critiques d'architecture, les communautés militantes et le grand public. Philip Kennicott du Washington Post le décrit comme « l'un des nouveaux mémoriaux les plus puissants et les plus efficaces créés depuis une génération ».

## Contexte
Le mémorial est construit sur six acres dans le centre-ville de la capitale de l'État par Equal Justice Initiative (EJI), une organisation à but non lucratif basée à Montgomery. Le musée Legacy Museum : De l'esclavage à l'incarcération de masse (en) a ouvert ses portes le même jour. Le complexe a été construit près de l'ancien site du marché de Montgomery où les Afro-Américains réduits en esclavage ont été vendus. Le développement et la construction du complexe commémoratif ont coûté environ 20 millions d'euros, levés auprès de fondations privées. Bryan Stevenson, fondateur de l'EJI, s'est inspiré des exemples du Mémorial aux Juifs assassinés d'Europe à Berlin, en Allemagne, et du Musée de l'apartheid à Johannesbourg, en Afrique du Sud, pour créer un mémorial unique aux victimes de la suprématie blanche aux États-Unis.
En étudiant les dossiers dans les comtés des États-Unis, les chercheurs ont documenté près de 4 400 « lynchages de terreur raciale » dans l'ère post-reconstruction entre 1877 et 1950. La plupart ont eu lieu dans les décennies juste avant et après le début du 20e siècle,,. Une erreur mentionnée dans le mémorial au nom d'une victime de Duluth, Minnesota, a été rapidement corrigée.

## Description

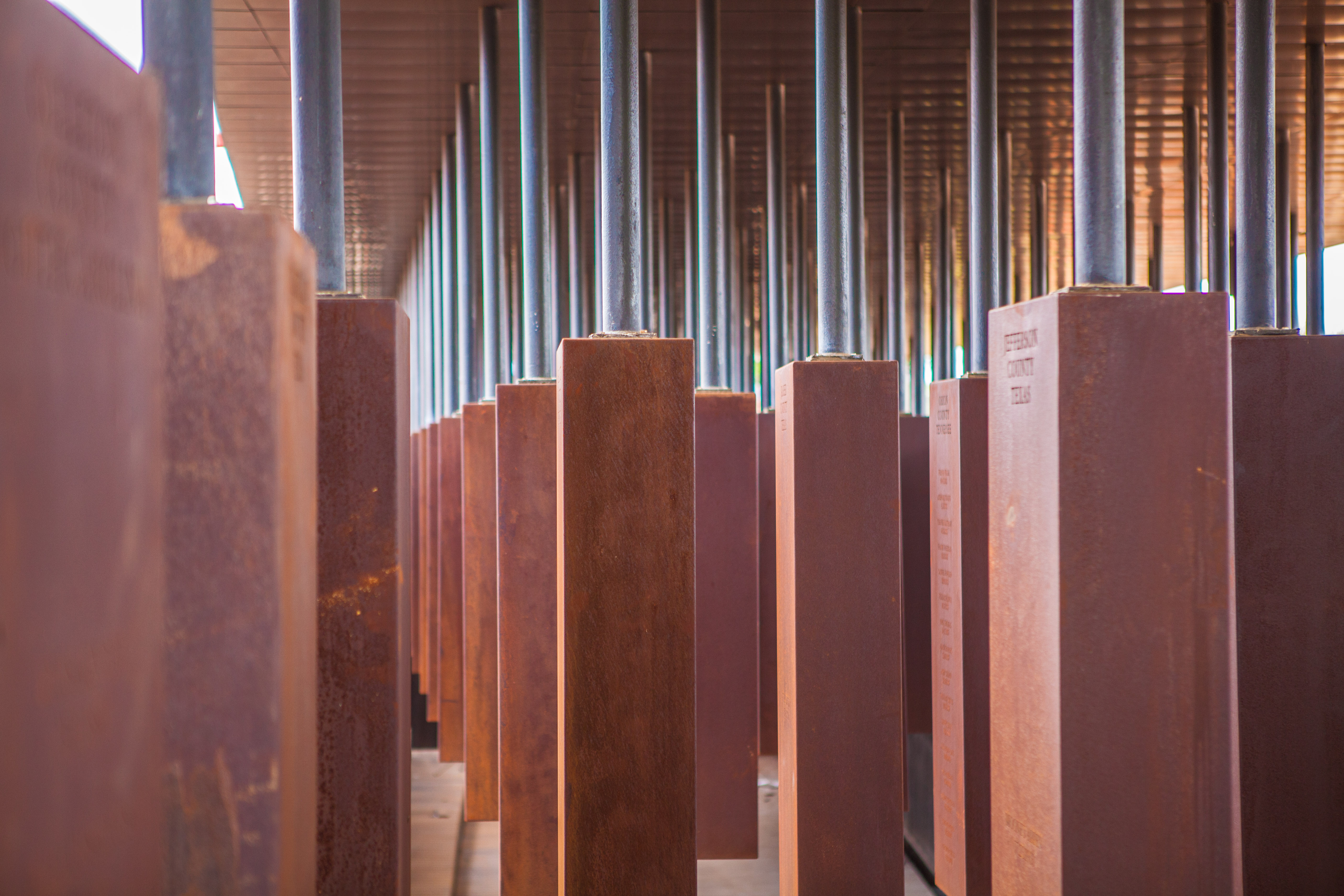
Les 805 panneaux d'acier représentant les comtés où se sont déroulés des lynchages aux États-Unis.

En position centrale se trouve la place commémorative avec 805 paneaux rectangulaires d'acier suspendus, de la taille et de la forme de cercueils. Ceux-ci nomment et représentent chacun des comtés (et leurs États) où un lynchage documenté a eu lieu aux États-Unis, tel que compilé dans l'étude EJI, Lynching in America: Confronting the Legacy of Racial Terror (2017, 3e édition). Chacune des plaques d'acier porte également les noms des victimes de lynchage documentées (ou « inconnu » si le nom n'est pas connu). Les noms et dates des victimes documentées sont gravés sur les panneaux. Plus de 4 075 lynchages documentés de victimes afro-Américaines ont eu lieu entre 1877 et 1950, concentrés dans 12 États du Sud. En outre, l'EJI a publié des informations supplémentaires sur les lynchages dans plusieurs États en dehors du Sud. Le monument est la première œuvre majeure du pays à nommer et honorer ces victimes.
Le mémorial central a été conçu par le MASS Design Group avec une conception d'éclairage de Lam Partners, et construit sur un terrain acheté par EJI,. La sculpture de Hank Willis Thomas (en), Raise Up, présente un mur d'où émergent des statues de têtes et de corps noirs levant les bras en direction du public pour se rendre. La pièce suggère la visibilité, qui est l'une des intentions du monument. Le public est invité à se concentrer et à voir le sujet de l'œuvre d'art. Il s'agit d'une pièce  plus actuelle qui commente les violences et brutalités policières qui ont prévalu dans les années qui ont précédé le mémorial. Thomas a dit à propos de son œuvre : « Je vois le travail que je fais comme un questionnement.
Dans l'espace paysager à l'extérieur du monument se trouvent des bancs où le public peut s'asseoir pour réfléchir. Celles-ci sont dédiées à la commémoration de personnes militantes tels que la journaliste Ida B. Wells, qui dans les années 1890 a risqué sa vie pour signaler que les lynchages concernaient davantage la concurrence économique des Noirs et des Blancs que de véritables agressions des blancs par les Noirs des Blancs. Des colonnes d'acier correspondant à celles suspendues dans le Mémorial sont disposées au sol. Ces colonnes sont destinées à être temporaires. L'Equal Justice Initiative demande aux représentants de chacun des comtés de revendiquer leur colonne et d'installer un mémorial dans leur comté pour commémorer les victimes de lynchage, et de mener une éducation publique en parallèle.
Un mois après l'ouverture du monument, le Montgomery Advertiser a rapporté que les citoyens du comté de Montgomery envisageaient de demander leur monument. Les responsables du comté et de la ville de Montgomery en discutaient également.

## Monuments centraux

### Nkyinkyimde Kwame Akoto-Bamfo

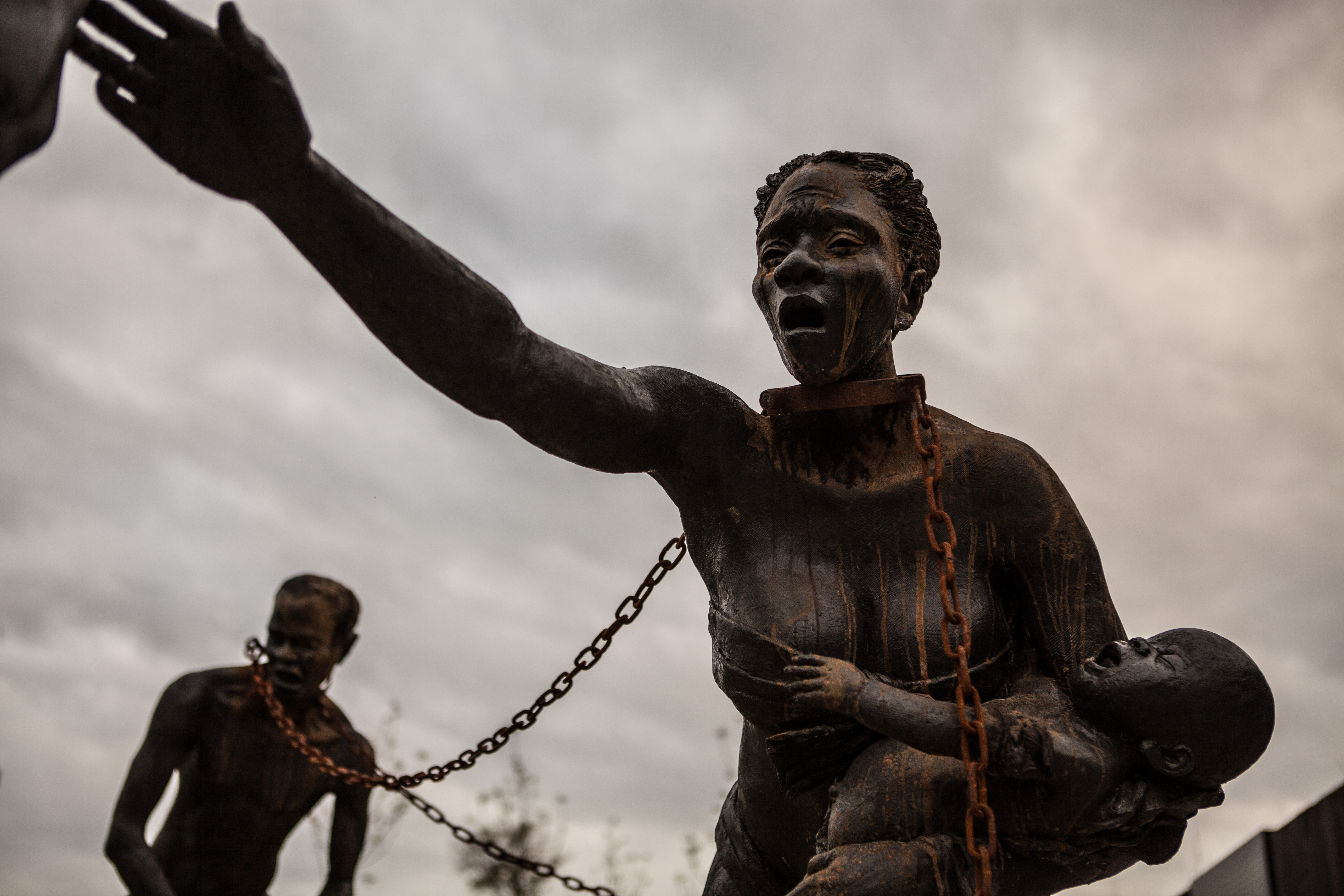
Installation Nkyinkim de Kwame Akoto Bamfo au National Memorial for Peace and Justice.

Le Mémorial est organisé en trois sections différentes. La première section est la montée vers le monument qui raconte le début de la vie des Afro-Américains au cours de la terreur raciale évoquée dans le passage du milieu. Le public découvre d'abord une sculpture de l'artiste ghanéen Kwame Akoto-Bamfo intitulée Nkyinkyim, qui signifie « tordu », terme faisant référence à un proverbe ghanéen, « la vie est un voyage tordu ». La sculpture, constituée par sept figures enchaînées de tous âges et sexes imbriquées ensemble, fait partie d'un projet plus vaste qu'Akoto-Bamfo a commencé à Accra, au Ghana, où il crée des bustes en argile de personnes autrefois asservies dans le but de préserver leurs souvenirs, une tradition commune pratiquée par le peuple Akan au Ghana.
Dans le passage du milieu, les gens ont été dépouillés de leur identité africaine par la perte de leurs noms, de leur identité ethnique, et de leurs familles. Les sculptures de Nkyinkyim comprennent une description et des détails sur chaque personne enchaînée représentée. Les sculptures d'Akoto-Bamfo visent à restituer symboliquement ces identités, en leur donnant des arrière-plans par exemple « fille d'un roi», « frère de l'oncle » ou « gardien perdu ».

### Guidé par la justicepar Dana King
Guided by Justice de l'artiste américaine Dana King (en) est une interprétation du boycott des bus de Montgomery pendant le mouvement des droits civiques. Il représente trois femmes : une grand-mère, une enseignante et une femme enceinte. Il y a des empreintes de pas sur le sol près des trois personnes, représentant un appel à l'action pour que d'autres se joignent à elles dans leur cause. La sculpture de Dana King vise à réexaminer la mythologie des héroïnes du boycott des bus : mythifier des personnages historiques comme Rosa Parks détourne l'attention des milliers d'autres personnes noires qui ont joué un rôle central dans le succès du boycott des bus ; les trois personnages anonymes et les empreintes de pas adjacents démontrent l'importance de ces « militants silencieux ».

### Raise Uppar Hank Willis Thomas
Le voyage à travers le mémorial se poursuit avec la sculpture Raise Up de Hank Willis Thomas (en), qui représente la police en Amérique. La sculpture représente dix hommes noirs, enfermés dans du béton, certains avec la tête enfoncée dans le béton, les mains levées et les yeux fermés. La chercheuse en études culturelles Tanja Schult voit dans cette sculpture de Hans Willis Thomas une puissante évocation de la réalité des hommes noirs en Amérique face à face avec les forces de l'ordre. Thomas enferme ces hommes noirs dans du béton, les laissant incapables de bouger. Certaines têtes des personnages sont également enfoncées, démontrant le manque de contrôle et d'autonomie des Noirs sur leur corps. Bien que la plupart de leurs corps soient couverts, leurs mains sont clairement visibles, faisant référence aux nombreuses histoires d'hommes noirs non armés abattus et brutalisés par la police malgré leur innocence. Le National Memorial présente la sculpture de Thomas comme un lien avec le présent, une sorte d'appel à l'action signifiant que la lutte pour la justice et la libération est encore en cours.

## Importance pour Montgomery
Avant les années 1990, il y avait une reconnaissance limitée à Montgomery de l'héritage de l'esclavage et du racisme, bien que la ville comporte de nombreux monuments liés à la Confédération, dont beaucoup ont été érigés par des organisations privées. La ville a développé un sentier des droits civiques marquant des événements tels que les marches de Selma à Montgomery en 1965, et a également identifié des bâtiments et des sites associés à l'esclavage, tels que l'ancien site du marché. Avec l'ouverture du monument, la ville a été classée par le New York Times comme la meilleure destination touristique en 2018. Lee Sentell du ministère du Tourisme de l'Alabama a reconnu que le Mémorial national permet une rencontre différente et douloureuse : « La plupart des musées sont quelque peu objectifs et bénins ... Celui-ci ne l'est pas. C'est agressif, politique .... C'est une partie de l'histoire américaine qui n'a jamais été abordée aussi frontalement avec cette façon de raconter cette histoire». Le maire Todd Strang a indiqué que le mémorial offrait « la meilleure chance de réconciliation de notre nation ».
Les célébrations d'ouverture, en mai 2018, ont attiré des milliers de personnes à Montgomery. Les artistes qui se sont produits à cette occasion comprenaient Stevie Wonder, Patti LaBelle et Usher ; parmi les orateurs figuraient le membre du Congrès américain et militant du mouvement des droits civiques John Lewis de Géorgie. Les éditeurs du Montgomery Advertiser ont examiné et présenté officiellement leurs excuses pour leur couverture historique des lynchages, qui était souvent incendiaire contre les victimes noires, évoquant un sentiment de honte et parlant de leur culpabilité,.
Le mémorial et le musée qui l'accompagne est censé générer un tourisme accru pour Montgomery même s'il s'agit d'un tourisme noir. L'Atlanta Journal-Constitution a noté qu'avec l'ajout du mémorial et du musée, Montgomery et Atlanta fournissaient ensemble un récit de l'histoire afro-américaine, car cette dernière dernier comporte des sites associés au leader national des droits civiques, le révérend. Martin Luther King Jr. et à l'histoire locale. Des responsables du tourisme ont un potentiel d'accroissement des visites de l'ordre de 100 000 visiteurs par an,.

## Le musée de l'héritage

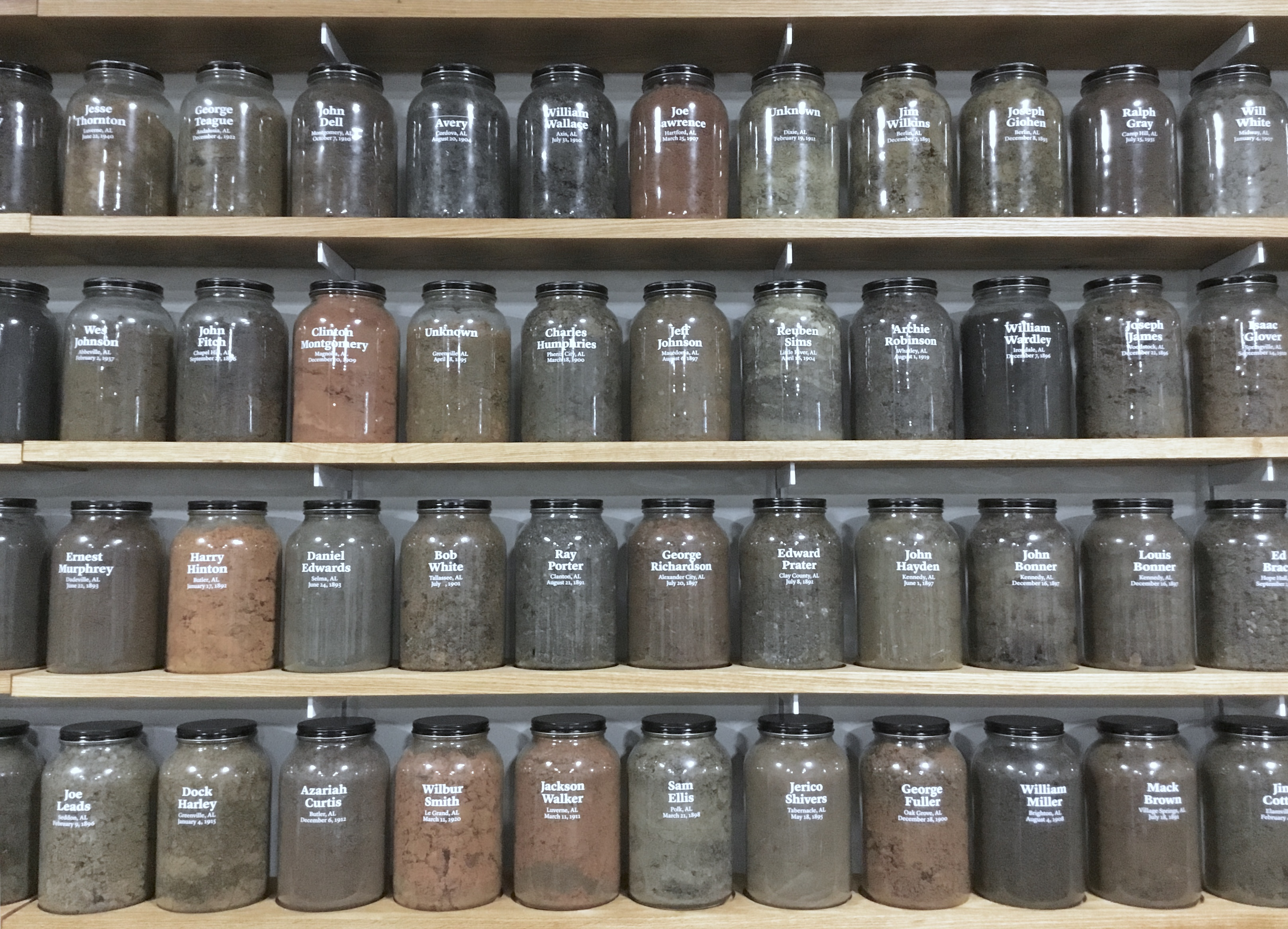
Une collection de terre provenant de sites de lynchage à travers les États-Unis exposée au Legacy Museum.

Ouvert à la même date que le mémorial extérieur, The Legacy Museum (en) est un musée qui présente et interprète l'histoire de l'esclavage et du racisme en Amérique, en mettant l'accent sur l'incarcération de masse et l'inégalité raciale dans le système judiciaire.
Le musée présente des œuvres d'art de Hank Willis Thomas, Glenn Ligon Jacob Lawrence, Elizabeth Catlett, Titus Kaphar et Sanford Biggers (en). L'une de ses expositions est une collection d'échantillon de terre provenant de sites de lynchage à travers les États-Unis. Cette exposition représente l'impact de l'esclavage, des lynchages et de l'oppression des Noirs à travers les frontières des États. Sur un espace de 11 000 pieds carrés sont exposées des pièces comprenant de l'histoire orale, des documents d'archives et de la technologie interactive.

## Galerie

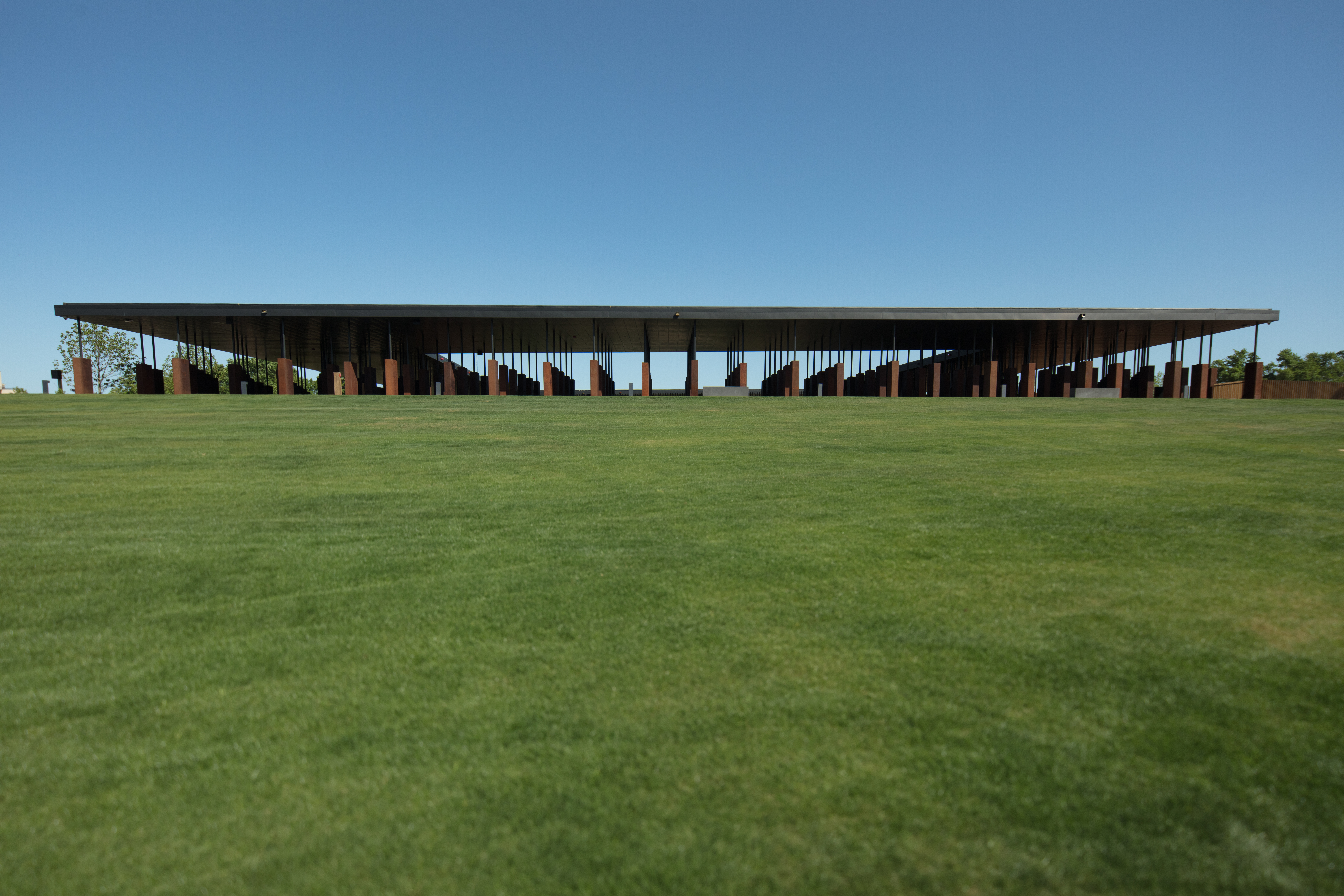
Vue extérieure du mémorial
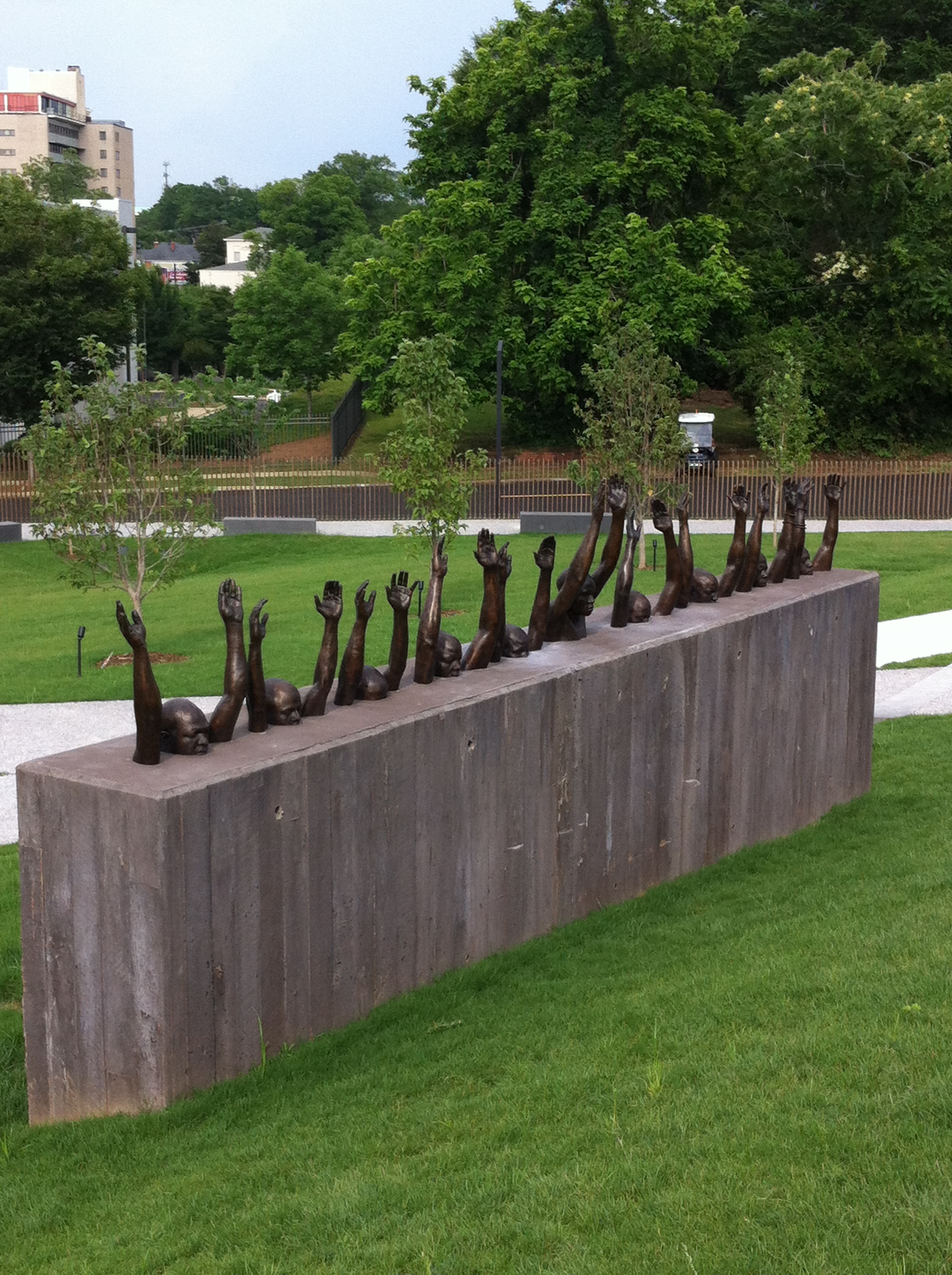
Installation par Hank Willis Thomas
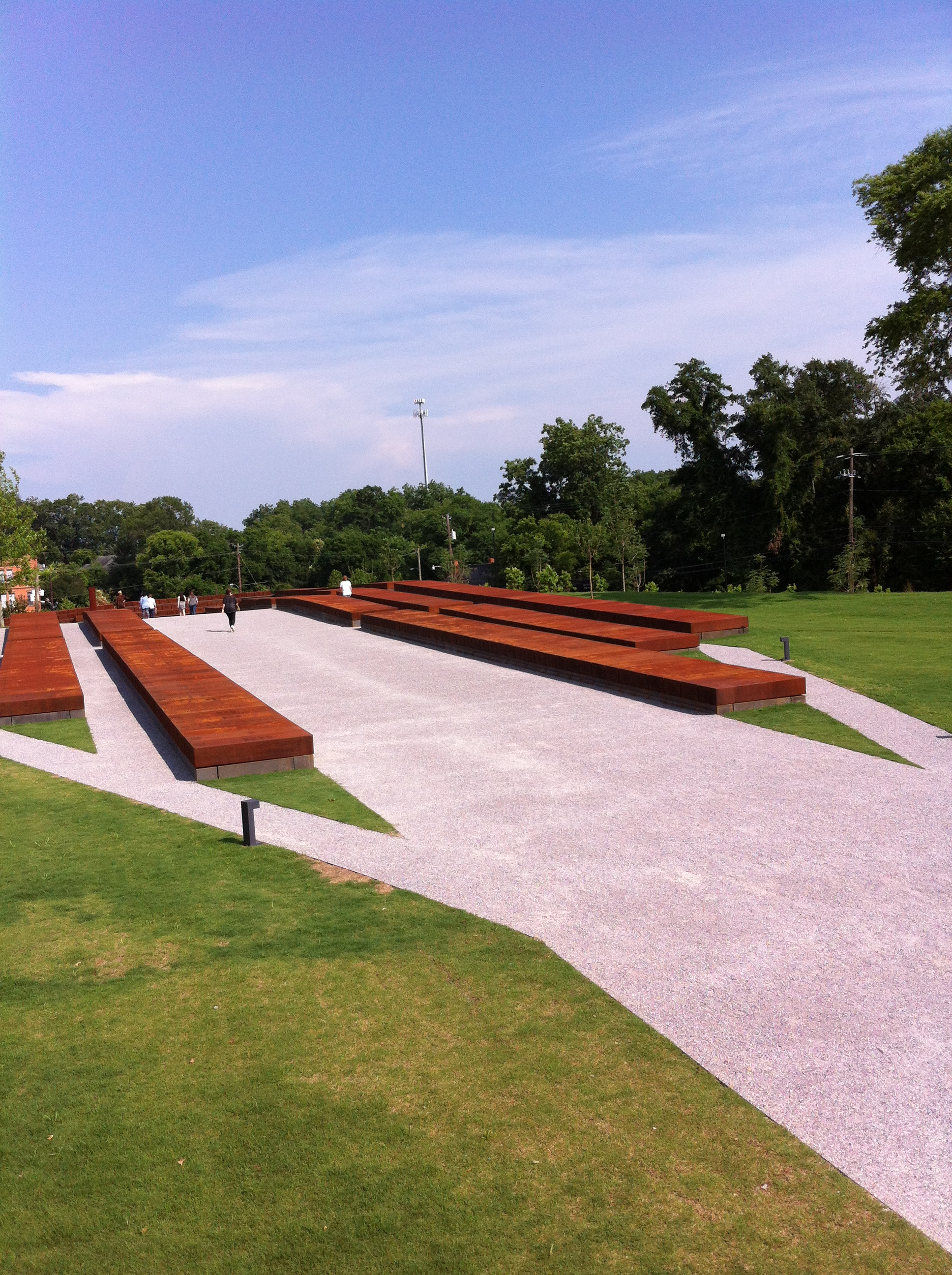
Colonnes en acier destinées à chaque comté
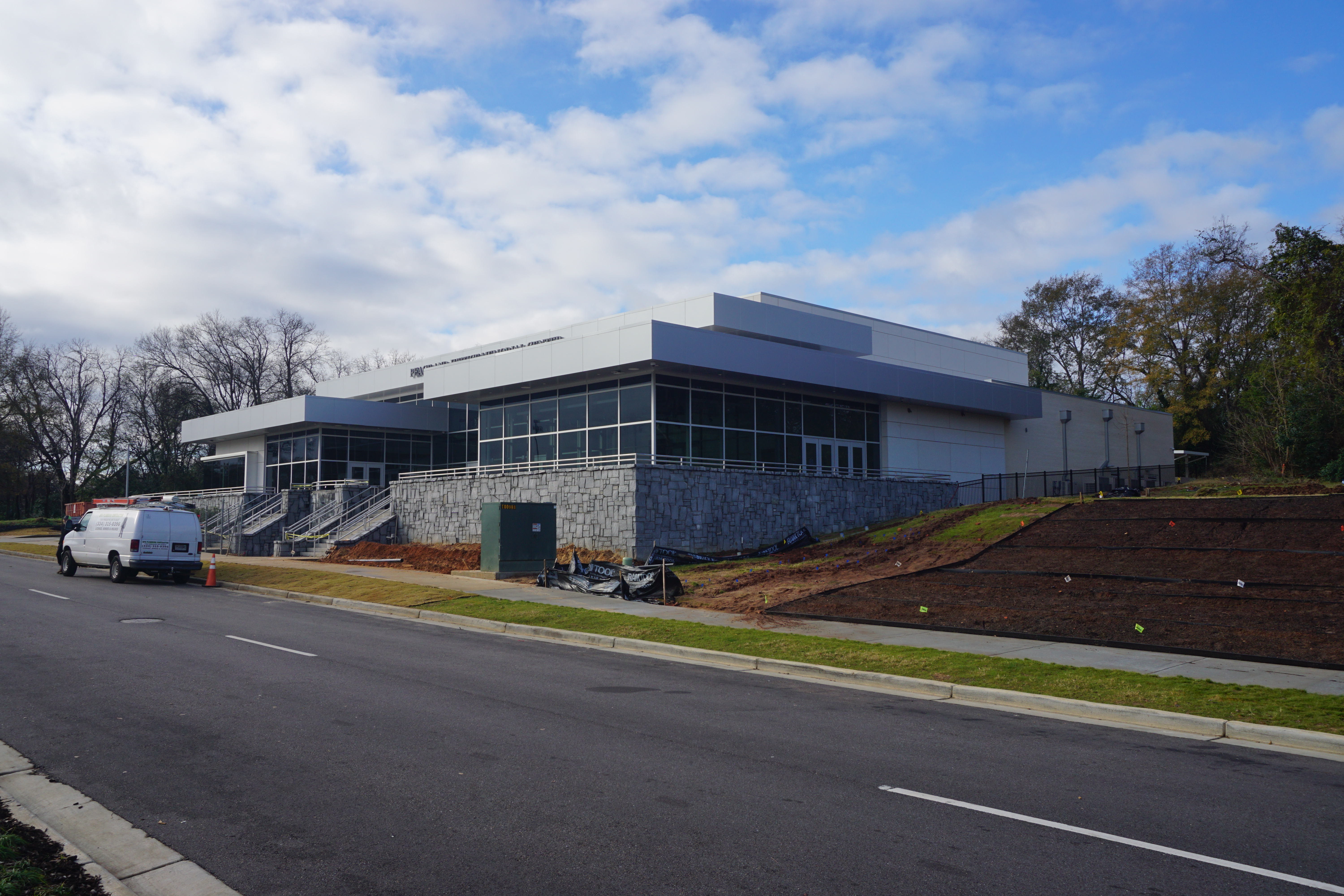
Centre Mémorial National pour la Paix et la Justice
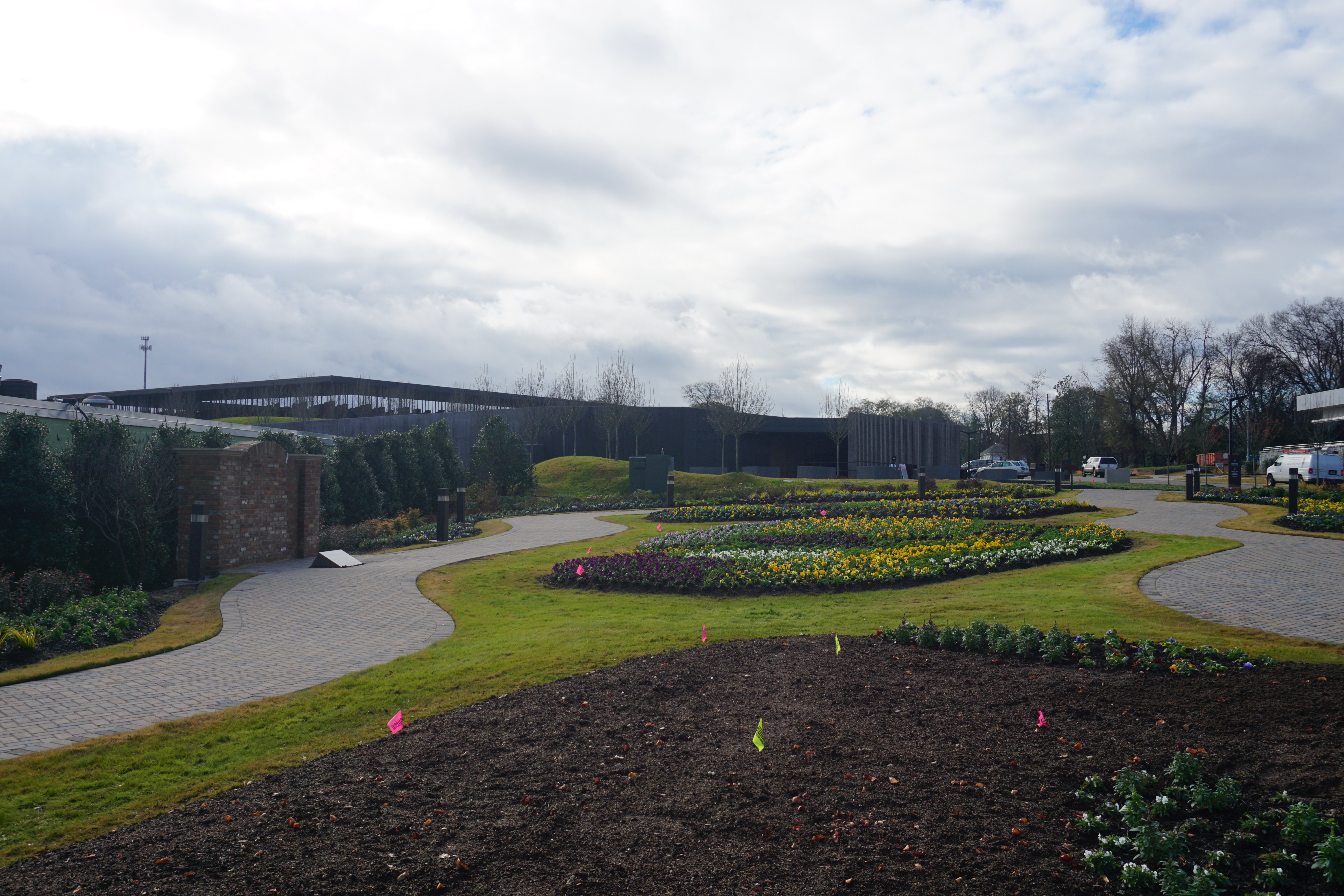
Jardin du Mémorial national pour la paix et la justice

## Voir également
- Liste de victimes de lynchage aux États-Unis (en)

- Liste de musées dédié aux Afro-américains aux États-Unis (en)
- Musée national d'histoire et de culture afro-américaines
- Topographie de la Terreur, un musée à Berlin dédié aux victimes du régime nazi